# Filialkirche St. Sebastian (Launsdorf)

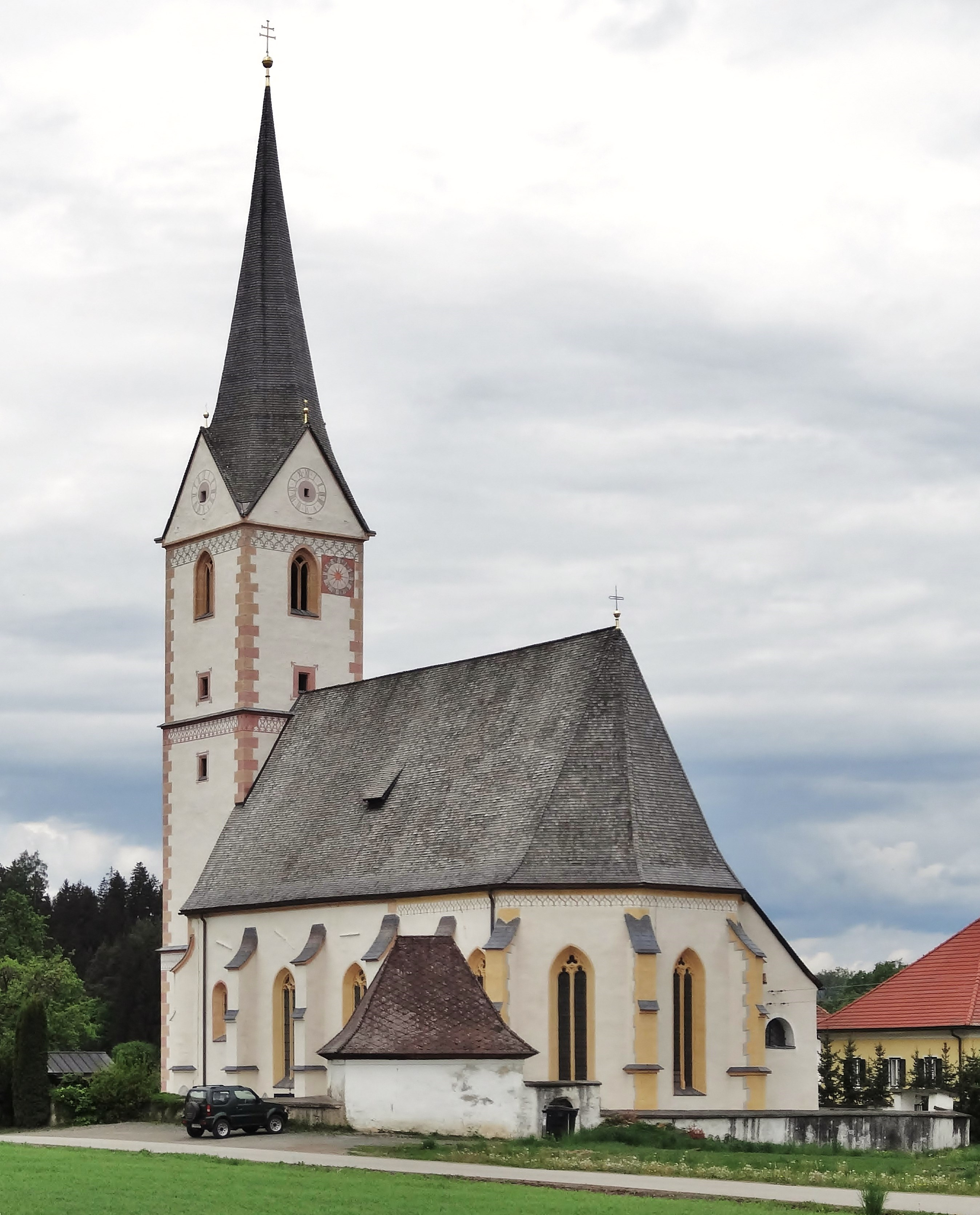
Südostansicht der Kirche

Die römisch-katholische Filialkirche St. Sebastian steht in der Gemeinde St. Georgen am Längsee. Sie wurde erstmals 1261 urkundlich genannt und gehört zur Pfarre Launsdorf.

## Baubeschreibung

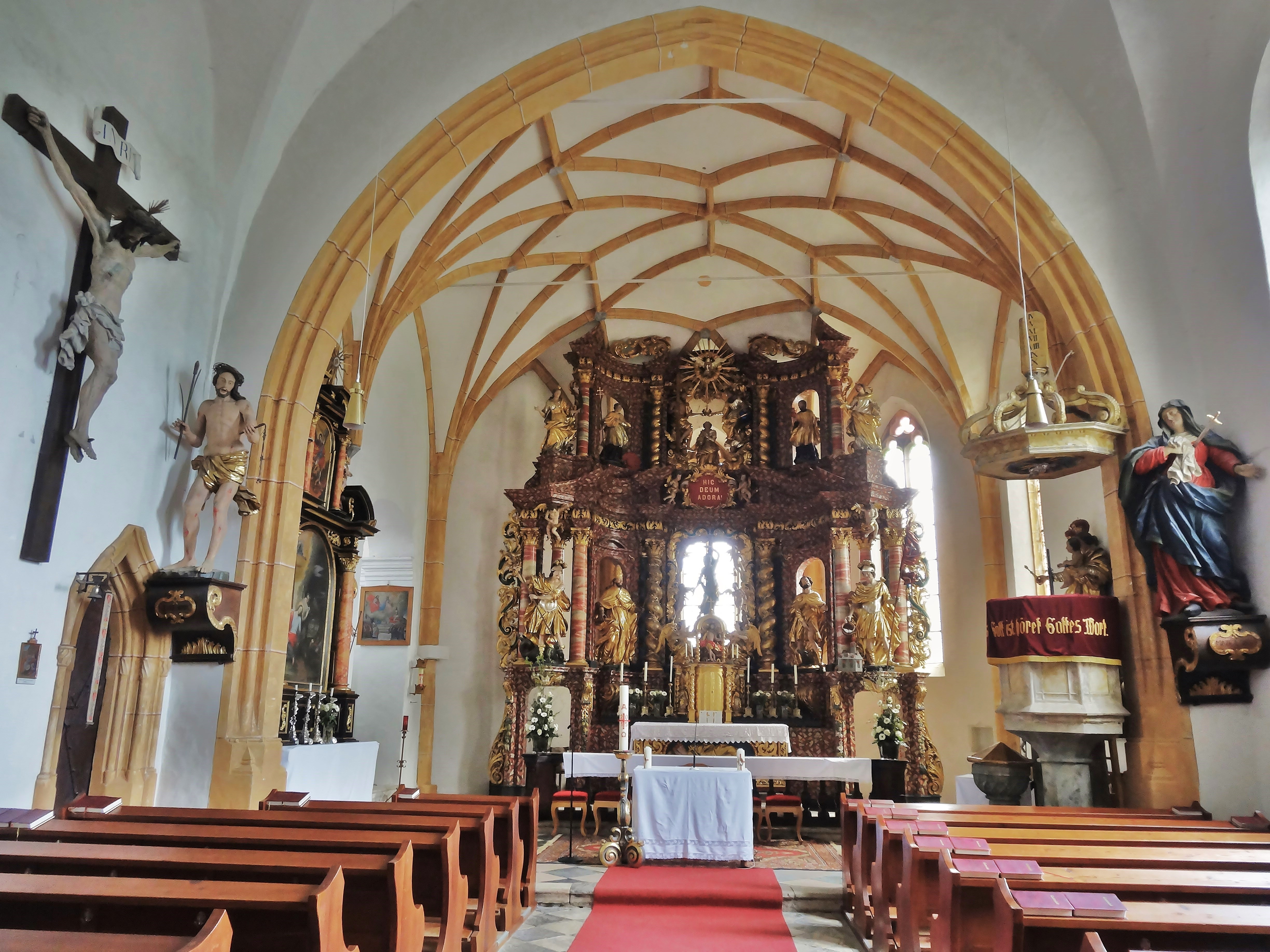
Innenansicht der Kirche

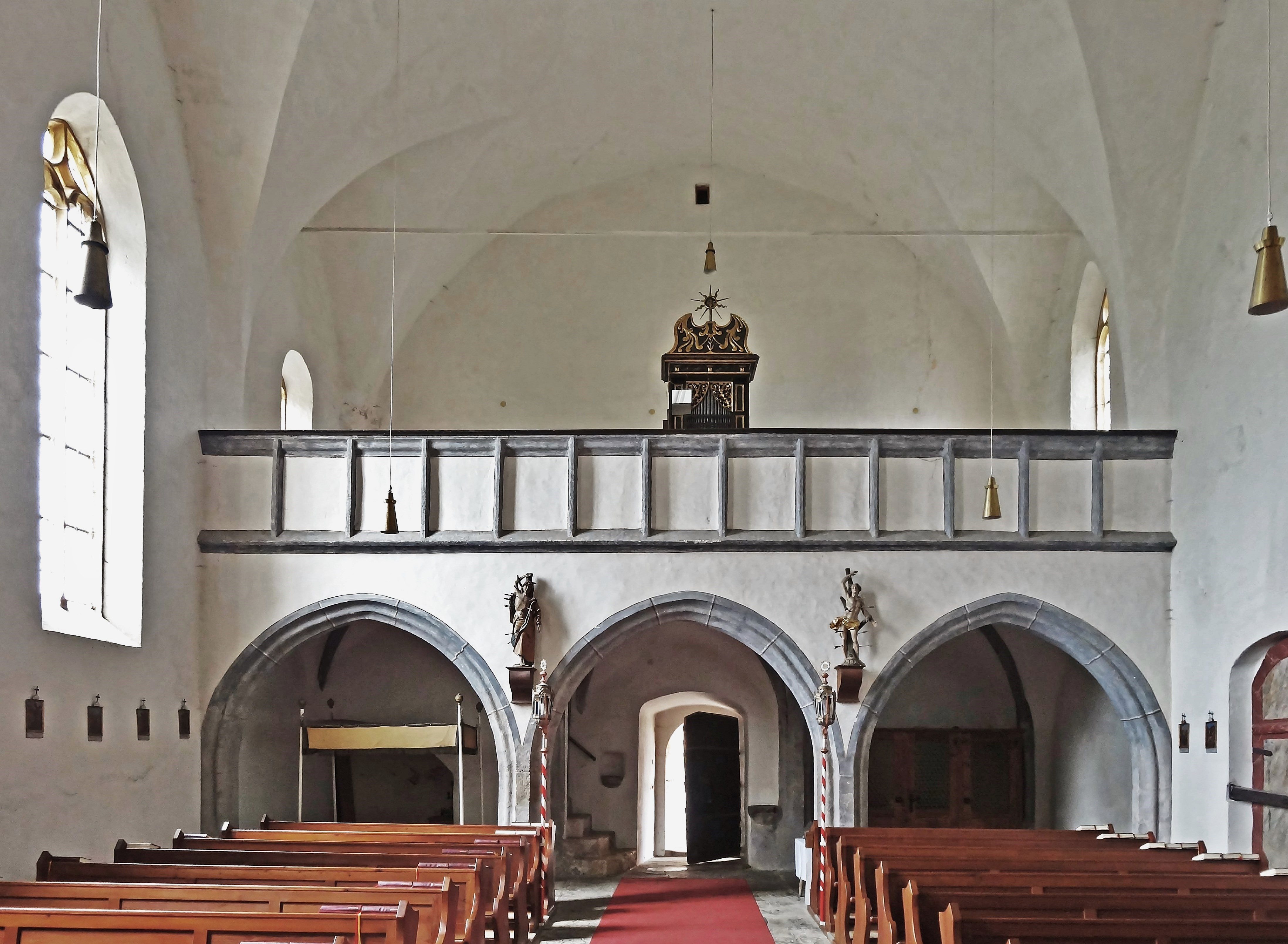
Die Empore

Das Gebäude ist ein spätgotischer Saalbau aus der zweiten Hälfte des 15. Jahrhunderts. Chor und Langhaus sind gleich breit. Sie stehen unter einem gemeinsamen Schindeldach und werden von dreistufigen Strebepfeilern gestützt.
Der spätgotische Westturm weist originalen Fächerputz und gemalte Maßwerkfriese auf. Der Turm mit spitzbogigen Schallfenstern wird von einem Spitzgiebelhelm bekrönt. Eine Glocke goss 1680 Mathias Landsmann. Am nördlichen Übergang vom Langhaus zum Chor befindet sich eine zweigeschoßige, spätgotische Sakristei, östlich davon ein barocker Kapellenanbau.
Die nach Norden und nach Süden offene Vorhalle im Turmerdgeschoß hat ein Kreuzrippengewölbe. An der Westwand befindet sich ein steinerner Opferstock mit gemeißelter Schlossimitation, darüber ein Figurenbaldachin im Stil der Astwerkgotik. Man betritt die Kirche von Westen durch ein spätgotisches, profiliertes Portal.
Im dreijochigen Langhaus befand sich wohl ursprünglich ein Kreuzrippengewölbe. Jetzt ruht ein Tonnengewölbe mit Stichkappen auf gotisch profilierten Wandvorlagen. Die dreiachsige, spätgotische Westempore ist kreuzrippenunterwölbt und an den Schlusssteinen mit Wappenschildern versehen. Die Emporenbrüstung ist durch vorgeblendete Stäbe in 13 Felder unterteilt. Ein profilierter Triumphbogen verbindet das Langhaus und den Chor mit Fünfachtelschluss und einem Netzrippengewölbe. Chor und Langhaus haben zweibahnige Maßwerkfenster. In der barocken, kreuzgewölbten Kapelle nördlich des Chores ist die Gruft des Michael von Pughelsheim († 1688) untergebracht. Ein spätgotisches Kielbogenportal führt vor dem Triumphbogen an der Nordseite des Langhauses in die Sakristei.

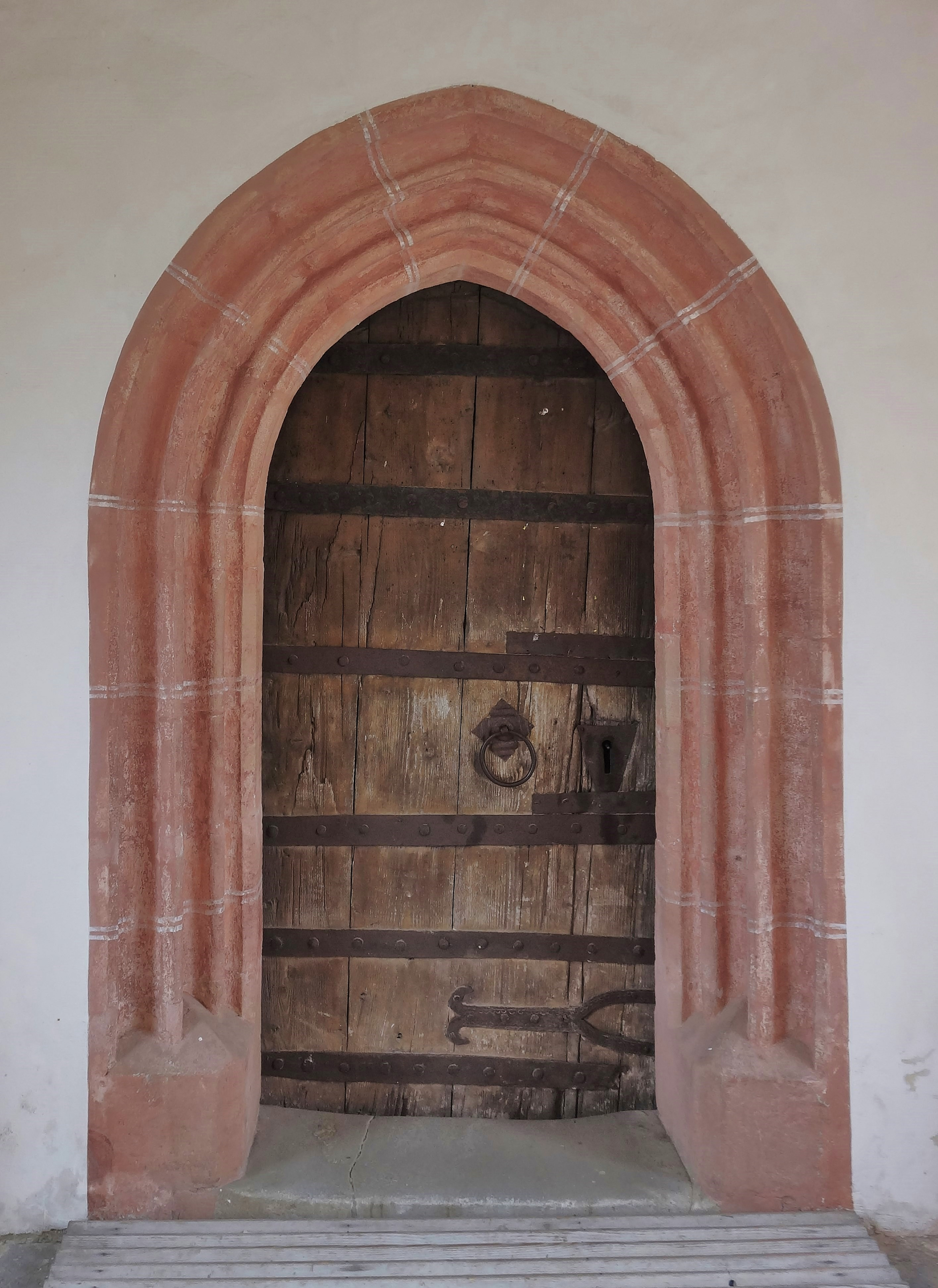
Das Westportal
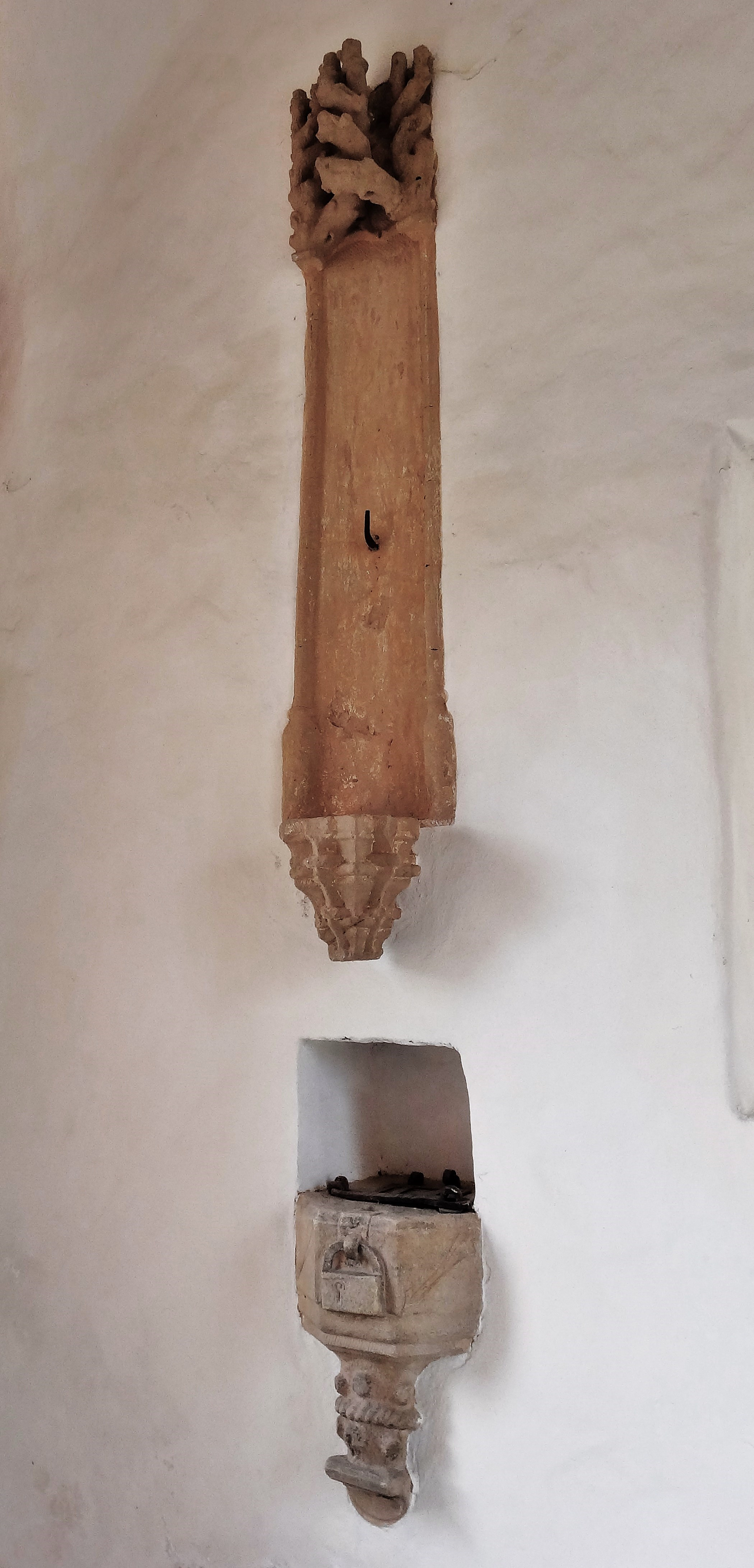
Opfernische mit steinernem Schloss, darüber leerer Figurenbaldachin in der Vorhalle

## Einrichtung
Der Hochaltar von 1716 ist ein barocker Umgangsaltar mit reicher architektonischer Gliederung. Er füllt den Chor in voller Höhe aus. Der Altar wurde von J. G. Pürkher gefasst, die Schnitzfiguren werden Johann Pacher zugeschrieben. Im Hauptgeschoß stehen die Statuen der Heiligen Sebastian, Georg, Rochus und Florian sowie eines heiligen Papstes. Die Schnitzgruppe im Aufsatz stellt die Marienkrönung dar. Die um 1720 gefertigte überlebensgroße Madonnenstatue an der Chorsüdwand, der Schmerzensmann und die Schmerzhafte Muttergottes an der Triumphbogenwand stammen ebenfalls aus der Pacher-Werkstatt. Das barocke Kruzifix entstand um 1720.
Der um 1680 gebaute, linke Wandaltar besteht aus einer Ädikula auf einem Sockel mit seitlichen Konsolfiguren unter Baldachinbögen und einem gesprengten Segmentgiebel mit einer Monstranz als Aufsatz. Das Altarblatt zeigt Christus am Ölberg, das Aufsatzbild den Erzengel Michael. Eine Figur im Hauptgeschoß stellt den heiligen Johannes Nepomuk, eine im Aufsatz den heiligen Rochus dar. Die beiden anderen Heiligenstatuen sind ohne Arttibute.

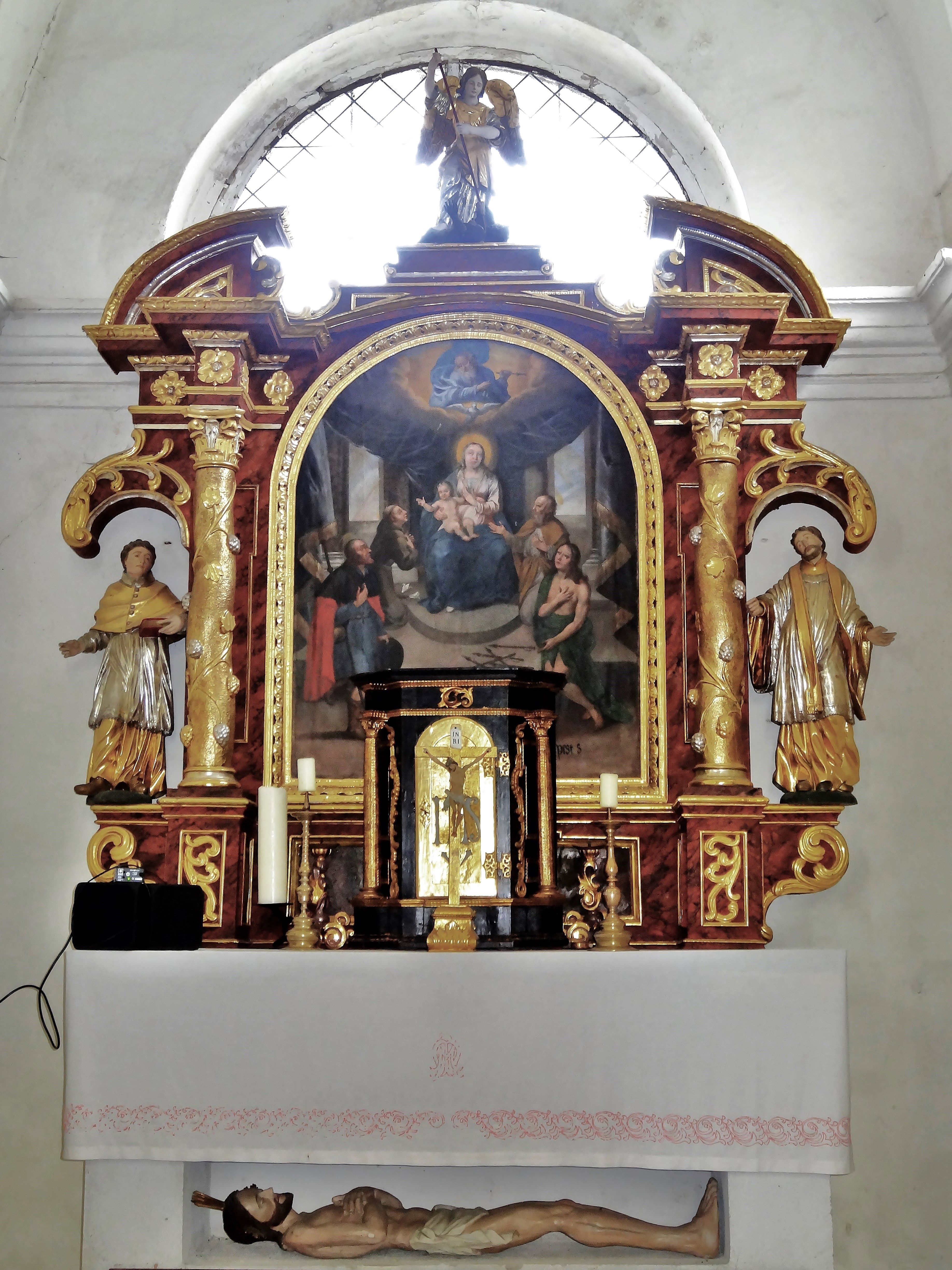
Der Altar in der Seitenkapelle mit Darstellung einer Sacra Conversazione

Der um 1680 entstandene Altar in der Seitenkapelle besteht aus einer Ädikula auf einem Sockel mit seitlichen Konsolfiguren unter Baldachinbögen und einem gesprengten Segmentgiebel als Aufsatz. Das Altarblatt gibt eine Sacra Conversazione wieder. An der Westempore sind eine barocke sowie eine spätgotische Sebastiansfigur vom Ende des 15. Jahrhunderts angebracht. Die spätgotische um 1520 gebaute, spätgotische Steinkanzel wurde im letzten Viertel des 17. Jahrhunderts mit einem Schalldeckel versehen. In der Kirche befinden sich der Grabstein des Pangraz Halemacher († 1529) und eine Wappengrabplatte von 1662. Zur weiteren Ausstattung der Kirche zählen ein Votivbild von 1717 und ein Taufstein aus dem ersten Viertel des 16. Jahrhunderts.

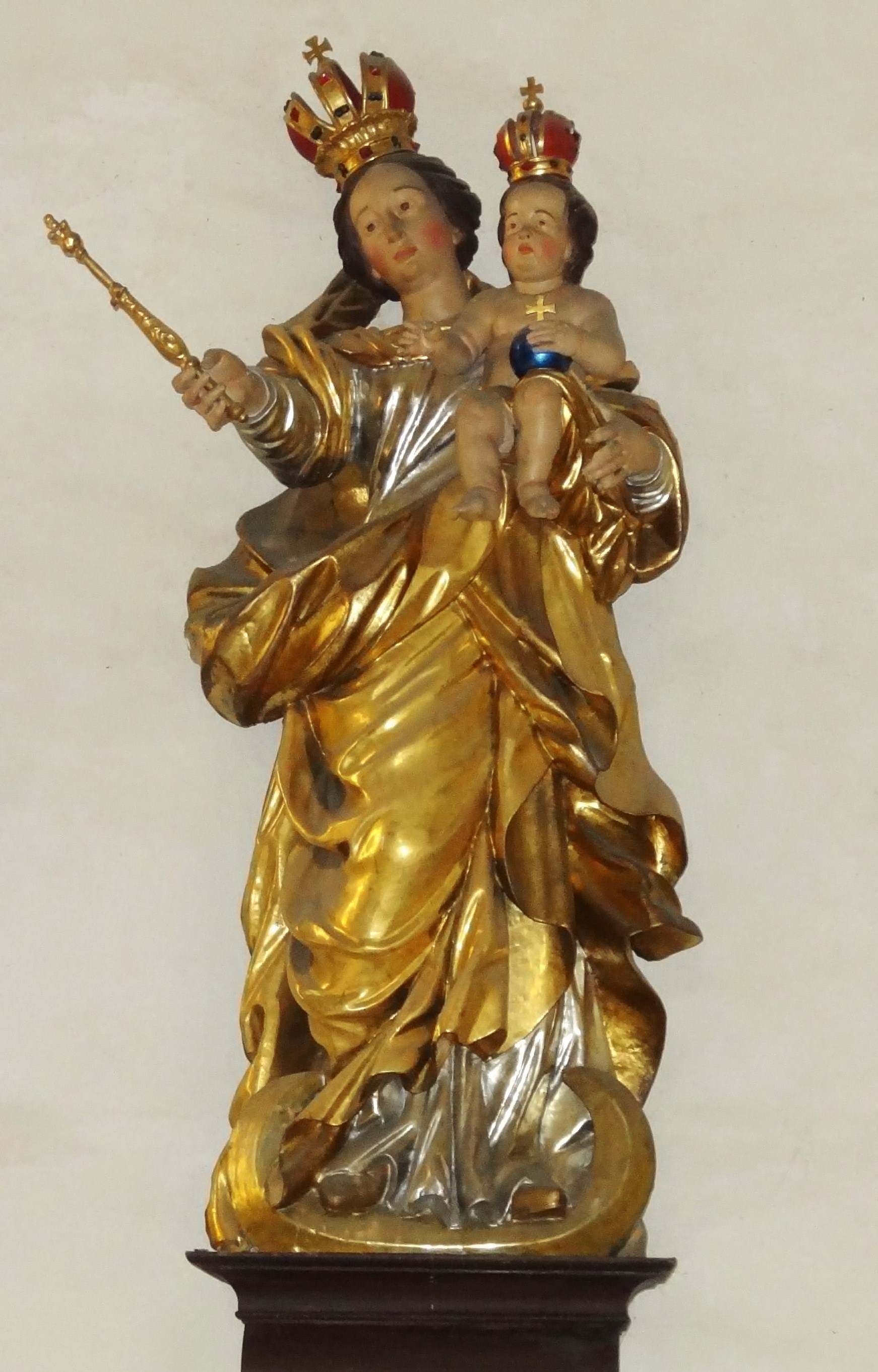
Madonnenstatue mit Kind an der Chorsüdwand